# Hans Jakob Christoffel von Grimmelshausen
Hans Jakob Christoffel von Grimmelshausen (n. iunie 1622, Gelnhausen, Hessa, Germania – d. 17 august 1676, Renchen, Baden-Württemberg, Germania) a fost un scriitor german.
Prin creația sa literară, a ridicat limba populară la nivelul limbii literare.

## Scrieri
- 1669: Aventurosul Simplicius Simplicissimus ("Der Abentheuerliche Simplicissimus Teutsch"), roman baroc, de factură umoristică inspirat din Războiul de Treizeci de Ani - roman picaresc
- 1670: Descrierea înălțătoare a vieții minunat de castului Iosif în Egipt ("Des vortrefflichen keuschen Josephs in Ägypten erbauliche Lebensbeschreibung"), operă epică de inspirație biblică
- 1670: Descrierea vieții marii escroace și aventuriere Courasche ("Lebenbeschreibung der Ertzbetrügerin and Landstörtzerin Courasche")
- 1670: Atrăgătoarea descriere a iubirii și suferinței lui Dietwald și a Amelindei ("Dietwalds und Amelindens anmutige Lieb- und Leidsbeschreibung"), roman de factură sentimentală
- 1670: Ciudatul zvânturat ("Der seltsame Springinsfeld")
- 1672: Miraculosul cuib de păsări ("Das wunderbarliche Vogelnest"), o frescă realistă a epocii și în același timp un veritabil Bildungsroman.